# Bernard Boulez
Bernard Ivon Boulez (Waregem, 15 oktober 1786 - 11 mei 1867) was een Belgisch volksvertegenwoordiger.

## Levensloop
Boulez was de zoon van Godfried Boulez en van Isabelle Debruyne. Hij trouwde achtereenvolgens met Sophie Verhaeghe en met Marie-Jeanne Vynens.
Gevestigd als handelaar in Waregem, was hij voorzitter van de Landbouwcomice voor de kantons Avelgem, Anzegem, Zwevegem en Desselgem (1861-1866). Hij was lid van de Hoge Raad voor de Landbouw (1851-1853) en van de Provinciale Landbouwcommissie voor West-Vlaanderen (1850-1867).
Boulez werd in 1848 tot volksvertegenwoordiger verkozen in het arrondissement Kortrijk en behield dit mandaat tot in december 1857.